# 1월 1일
1월 1일은 양력(그레고리력)으로 1번째 날(첫해가 시작될 날)이다.

## 새해 첫날
전세계적으로 새해를 맞이하는 새해 첫날로서 기념한다. 기원전 45년 카이사르가 로마 공화정의 유일한 권력자가 된 후, 봄의 시작에서 한겨울인 이 날로 1월 1일을 옮겼다. 그 근거가 로마의 남부 지방 이집트에서는 옮겨진 1월 1일이 한겨울이 아닌 따뜻한 날짜라는 것이었으며, 옮기기 전에 1월 1일은 지금의 3월 1일이다.
대한민국에선 이 날을 음력 1월 1일인 설과 구분하여 '양력설' 또는 '신정(新正)'이라고 부른다. 일제강점기와 이승만 정부 시대와, 박정희 정부 시대 때에는 이중과세(二重過歲) 문제를 없앤다는 구실로 양력설만을 연휴(1월 1~3일)로 지정하고, 음력설을 쇠지 못하게 강제하여 서울 등 대도시에서는 양력설에 차례를 지내던 가정도 존재했다. 그러나, 음력설은 1985년 민속의 날이란 이름으로 공휴일이 됐고, 1989년 설날이란 이름을 되찾고 3일 연휴가 됐다. 이후 양력설은 연휴가 순차적으로 폐지되고, 1월 1일 하루만 공휴일이 된 것이다.

## 사건

### 1600년 이전
- 기원전 153년 - 로마 공화정의 집정관이 첫 임기를 시작했다.[3]
- 기원전 45년 - 율리우스력이 로마의 민간력으로 도입되었다.[4]
- 기원전 42년 - 율리우스 카이사르 사후, 로마 원로원들이 카이사르를 신격화 하였다.[5]
- 69년 - 게르마니아 수페리오르의 로마 군단이 갈바에 대한 충성 맹세를 거부하고 반란을 일으켜 비텔리우스를 황제로 추대하였다.
- 193년 - 로마 원로원이 콤모두스의 뒤를 이을 황제로 페르티낙스를 선택하였다.[6]
- 947년 - 요나라가 카이펑을 함락하며 후금을 멸망시켰다.[7]
- 1001년 - 헝가리의 대공, 이슈트반 1세가 교황 실베스테르 2세로부터 헝가리의 왕 칭호를 받았다.[8]
- 1068년 - 로마노스 4세 디오예니스가 에우도키아 마크렌보리티사와 결혼하고 동로마 제국 황제에 올랐다.
- 1259년 - 미하일 8세 팔레올로고스가 요안니스 4세와 니케아 제국의 공동황제로 선포되었다.[9]
- 1438년 - 합스부르크 왕가의 알브레히트 2세가 헝가리 왕위에 올랐다.[10]
- 1502년 - 오늘날 브라질의 리우데자네이루 지역이 포르투갈인에 의해 처음으로 탐험되었다.[11]
- 1515년 - 브르타뉴 공작 프랑수아 1세가 루이 12세를 이어 프랑스 왕위에 올랐다.[12]
- 1527년 - 크로아티아의 귀족들이 오스트리아의 페르디난트 1세를 크로아티아 국왕으로 선출했다.[13]

### 1601년~1900년
- 1651년 - 찰스 2세가 스코틀랜드 왕위에 올랐다.[14]
- 1707년 - 주앙 5세가 포르투갈의 왕위에 올랐다.
- 1739년 - 프랑스의 탐험가 장 바티스트 샤를 부베 드 로지에가 부베섬을 발견했다.[15]
- 1776년 - 미국 독립 전쟁 중, 노퍽 방화 사건이 발생했다.[16]
- 1781년 - 미국 독립 전쟁 중, 제6펜실베이니아연대 소속 1,500명의 군인들이 모리스타운의 대륙육군 캠프에서 펜실베이니아 방어선 반란을 일으켰다.[17]
- 1800년 - 네덜란드 동인도 회사가 해산되었다.
- 1801년
  - 주세페 피아치가 세레스를 발견하였다.[18]
  - 아일랜드 왕국과 그레이트브리튼 왕국이 합병, 그레이트브리튼 아일랜드 연합왕국(영국)이 되다.[19]
- 1804년 - 아이티가 프랑스로부터 독립하였다. 이로써 아이티는 아메리카 최초의 흑인공화국과 두 번째 독립 국가가 되었다.[20]
- 1806년 - 프랑스 혁명력이 폐지되었다.[21]
- 1808년 - 미국이 노예 수입을 금지하였다.[22]
- 1822년 - 1822년 그리스 헌법이 채택되었다.[23]
- 1833년 - 영국이 포클랜드 제도를 점령하였다.
- 1834년 - 독일 관세동맹이 결성되었다.[24]
- 1845년 - 나르시소 클라베리아 이 살두아 필리핀 도독은 다른 아시아 국가와 달력을 맞추기 위해 달력 개정을 명했다.[25]
- 1861년 - 베니토 후아레스의 자유당 세력이 멕시코시티에 입성했다.[26]
- 1863년 - 미국 대통령 에이브러햄 링컨이 노예 해방 선언을 발표하였다.[27]
- 1877년 - 빅토리아 여왕이 인도 황제로 선포되었다.[28]
- 1885년 - 전 세계 25개국이 표준 시간대에 대한 샌드포드 플레밍의 제안을 채택하였다.[29]
- 1890년 - 이탈리아령 에리트레아가 설립되었다.[30]
- 1892년 - 뉴욕의 엘리스섬에서 미국 이민자들의 입국 심사를 시작하였다.[31]
- 1896년 - 조선에서 그레고리력을 사용하기 시작하였다.
- 1898년 - 뉴욕 도시권이 창설되었다. 네 개의 자치구 맨해튼, 브루클린, 퀸스, 브롱크스는 스태튼아일랜드에 편입되었다.
- 1899년 - 쿠바가 스페인으로부터 독립하였다.[32]
- 1900년 - 대한제국이 만국 우편 연합에 가입하였다.

### 1901년~현재
- 1901년
  - 나이지리아가 영국의 보호령이 되었다.[33]
  - 영국의 식민지 뉴사우스웨일스, 퀸즐랜드, 빅토리아주, 사우스오스트레일리아, 태즈메이니아, 웨스턴오스트레일리아가 오스트레일리아 연방으로 독립하였다.[34]
- 1905년 - 서울-부산간의 경부선 철도가 개통되었다.
- 1912년 - 신해혁명 중, 중화민국이 건국을 선포하였다.[35]
- 1914년 - 세인트피터즈버그-템파 에어보트 라인이 최초로 고정익기를 사용하는 정기 항공사가 되었다.
- 1923년 - 영국의 철도가 런던 및 북동부 철도, 영국 대서부 철도, 영국 남부 철도, 런던 미들랜드 스코틀랜드 철도로 통합되었다.[36]
- 1927년 - 새로운 멕시코 석유 법안이 발효되면서 크리스테로 전쟁이 본격적으로 벌어졌다.[37]
- 1928년 - 보리스 바자노프가 이란을 통해 프랑스로 망명했다. 이는 이오시프 스탈린의 비서 중 유일하게 소련을 탈출한 인물이다.[38]
- 1932년 - 미국이 조지 워싱턴 탄생 200주년을 기념하여 1932년 워싱턴 200주년 기념 우표를 발행했다.[39]
- 1934년
  - 앨커트래즈 교도소가 미국 연방 교도소가 되었다.[40]
  - 나치 독일에서 유전병 예방법이 시행되었다.[41]
- 1942년 - 연합국 공동 선언이 26개국 공동으로 결의되었다.[42]
- 1945년 - 제2차 세계 대전 중 루프트바페가 한 번의 타격으로 연합국 공군을 유럽 북부에서 몰아내려는 보텐플라테 작전을 시작하였다.[43]
- 1947년
  - 제2차 세계 대전 종전 후, 연합군 점령하 독일에서 미국과 영국의 점령지는 합병되어 비존을 형성했으며, 이후 비존은 프랑스의 점령지와 함께 서독을 구성하게 되었다.[44]
  - 1946년 캐나다 시민권법이 발표되어 캐나다 내의 영국인들의 국적이 캐나다로 전환되었다. 윌리엄 라이언 매켄지 킹 또한 법의 적용 대상 중 하나였다.[45]
- 1948년 - 영국의 철도가 국유화되어 브리튼 철도가 탄생하였다.[46]
- 1949년 - 유엔이 자정 1분 전부터 카슈미르에서 휴전을 개시하여 인도와 파키스탄 사이의 전쟁이 휴전되었다.[47]
- 1954년 - 미국 NBC가 세계 최초로 컬러 텔레비전 방송을 시작하였다.
- 1956년 - 수단과 이집트가 영국으로부터 독립하였다.[48]
- 1958년 - 유럽 경제 공동체가 설립되었다.[49]
- 1959년 - 쿠바에서 쿠바 혁명이 일어나 피델 카스트로 세력이 풀헨시오 바티스타 정권을 축출하였다.[50]
- 1960년 - 카메룬이 프랑스와 영국의 식민통치로부터 독립하였다.[51]
- 1962년
  - 대한민국에서 서력기원(西曆紀元, AD) 사용을 시작함.[52][53]
  - 대한민국에서 만 나이가 법정 연령이 되었다.
  - 1962년 - 사모아가 뉴질랜드로부터 독립하였다.[54]
- 1963년
  - 경상남도 부산시가 직할시로 승격되다.
  - 양주군 의정부읍이 의정부시로 승격.
- 1964년 - 로디지아 니아살랜드 연방이 로디지아와 니아살랜드로 분리되었다.
- 1971년 - 서울의 남산1호터널이 개통되었다.
- 1973년 - 덴마크, 아일랜드, 영국이 유럽 경제 공동체에 가입하였다.[55]
- 1976년 - 사우디아라비아 카이수마 상공에서 중동항공 438편 폭발 사고가 발생하여 탑승객 81명 전원이 사망하였다.[56]
- 1978년 - 인도 뭄바이 인근에서 에어 인디아 855편 추락 사고로 탑승한 213명 전원이 사망하였다.[57]
- 1979년 - 미국과 중화인민공화국이 정식으로 국교를 수립했다.[58]
- 1981년
  - 대한민국 중앙정보부가 국가안전기획부로 개칭되었다.
  - 그리스가 유럽 공동체에 가입하였다.[59]
- 1982년 - 하비에르 페레스 데 케야르가 유엔 사무총장에 임명되며 최초의 라틴아메리카인 사무총장이 되었다.[60]
- 1984년 - 브루나이가 영국으로부터 독립하였다.[61]
- 1989년
  - 오존층을 파괴시키는 화학 물질 사용을 금지하는 몬트리올 의정서가 발효되었다.[62]
  - 대한민국 대전이 직할시로 승격됐다. 충청남도 대덕군이 폐지되고 진잠면 남선리는 논산군 두마면에 편입되었다.
- 1993년 - 하나의 국가였던 체코슬로바키아가 각각 체코와 슬로바키아로 해체되었다.[63]
- 1994년
  - 북미자유무역협정(NAFTA)이 발효되었다.[64]
  - 사파티스타 민족해방군이 치아파스주에서 12일간의 무장 투쟁을 시작하였다.[65]
- 1995년
  - 세계무역기구(WHO)가 출범하였다.[66]
  - 스웨덴, 오스트리아, 핀란드가 유럽 연합에 가입하였다.[67]
  - 대한민국에서 행정 구역 체계의 개편이 이루어져 직할시가 광역시로 개편되고 전국단위의 도농통합으로 창원시 등 도농복합시들이 출범하다.
  - 키리바시가 표준 시간대를 UTC-11:00와 UTC-10:00에서 UTC+13:00과 UTC+14:00로 24시간 앞당기면서 1994년 12월 31일을 없앴다.
  - 노르웨이의 북해에서 드라우프너파가 관측되며 이상파랑의 존재가 증명되었다.[68]
- 1998년 - 화폐 개혁 이후 러시아가 인플레이션을 억제하기 위하여 신 루블화를 유통하기 시작했다.[69]
- 1999년 - 유로가 유럽 연합 회원국 11개국에 도입되었다.[70]
- 2001년 - 그리스가 유로를 도입하며 유로존의 12번째 회원국이 되었다.[70]
- 2005년 - 튀르키예가 1백만 튀르키예 리라를 1 신 튀르키예 리라로 하는 화폐 개혁을 실시하였다.
- 2007년
  - 루마니아와 불가리아가 유럽 연합에 가입하다.[71]
  - 인도네시아 마카사르 해협 인근에서 아담 항공 574편 추락 사고이 추락하여 탑승한 102명 전원이 사망하였다.[72]
- 2008년
  - 크로아티아가 징병제를 폐지하고 모병제로 전환하였다.
  - 대한민국에서 호주제가 폐지되었다.
- 2009년
  - 슬로바키아가 유로존에 가입하고 유로 사용을 시작하였다.
  - 태국 방콕에서 산티카 클럽 화재로 66명이 사망하였다.[73]
- 2010년 - 파키스탄 라키 마르와트 변경 지역에서 자살 폭탄 테러가 발생하여 105명 이상이 사망하였다.[74]
- 2011년
  - 이집트 알렉산드리아의 알 키디신 콥트교 성당에서 폭탄 테러가 발생해 21명이 숨지고, 97명이 부상을 당했다.[75]
  - 브라질 첫 여성 대통령 지우마 호세프 대통령이 취임하였다.
  - 에스토니아가 유로존에 가입하고 유로 사용을 시작하였다.[76]
  - SBS의 영화특급이 20년 만에 폐지되었다.
- 2013년
  - 대한민국, 오스트레일리아, 아르헨티나, 룩셈부르크, 르완다가 유엔 안전 보장 이사회의 비상임 이사국이 되었다.
  - 코트디부아르 아비장의 펠릭스 우푸에부아니 경기장에서 압사 사고가 발생하여 61명이 사망하였다.[77]
- 2014년 - 라트비아가 유로화를 도입하였다.
- 2015년
  - 러시아, 벨라루스, 카자흐스탄 아르메니아 키르기스스탄 5국이 유라시아 경제 연합을 출범시켰다.
  - 리투아니아가 유로존에 19번째로 가입하였다.
- 2017년 - 이스탄불 레이나 클럽 총기 난사 사건이 발생하여 39명이 사망하였다.[78]
- 2021년 - 대한민국에서 낙태죄가 폐지되었다.
- 2023년 - 크로아티아가 20번째 유로존 회원국이 되었고, 솅겐 지역의 27번째 회원국이 되었다.[79]
- 2024년
  - 아르차흐 공화국이 멸망하였다.[80]
  - 증기선 윌리의 저작권이 만료되며 미키 마우스가 퍼블릭 도메인으로 전환되었다.[81]
  - 2024년 노토반도 지진이 발생하였다.[82]
- 2025년 - 2025년 뉴올리언스 트럭 돌진 공격이 발생하여 14명이 사망하였다.[83]

## 문화

### 1600년 이전
- 404년 - 성 텔레마쿠스가 로마의 원형 경기장에서 검투 경기를 중단시키려다 관중들에 의해 돌에 맞아 사망했다. 이 사건은 이후 호노리우스가 검투 경기를 금지시키는 데 영향을 미쳤다.[84]

### 1601년~1900년
- 1604년 - 제임스 1세와 신하들이 햄프턴코트궁에서 인도와 중국 기사들의 가면극을 공연했다.[85]

- 1700년 - 러시아 제국이 서력 기원을 사용하기 시작했다.[86]
- 1725년 - 요한 제바스티안 바흐의 《예수여, 이제 찬양하나이다, BWV 41》가 최초로 연주되었다.[87]
- 1772년 - 유럽 90여 개 도시에서 사용할 수 있는 최초의 여행자 수표가 런던에서 발행되었다.[88]
- 1773년 - 존 뉴턴의 《어메이징 그레이스》가 최초로 연주되었다.[89]
- 1776년 - 조지 워싱턴이 프로스펙트 힐에 대륙 연합기를 계양했다.[90]
- 1788년 - 런던에서 신문 데일리 유니버셜 레지스터가 제호를 타임스로 바꿔 발간되었다.[91]
- 1818년 - 메리 셸리가 익명으로 프랑켄슈타인을 출판하였다.[92]

### 1901년~현재
- 1902년 - 로즈볼의 첫 번째 경기가 캘리포니아주 패서디나에서 개최되었다.[93]
- 1971년 - 미국 텔레비전에서 담배 광고가 금지되었다.[94]
- 1983년 - 아파넷이 공식적으로 인터넷 프로토콜(TCP/IP)를 사용하도록 체제를 변경하여 인터넷의 기초를 마련했다.[95]
- 1984년 - 1974년 미국 법무부가 AT&T를 상대로 제기한 반독점 소송의 합의에 따라 AT&T는 벨 시스템을 22개의 회사로 분할하였다.[96]
- 1985년 - 마이클 해리슨이 보다폰의 회장이자 아버지인 에른스트 해리슨에게 최초의 휴대 전화로 통화를 걸었다.[97]
- 2000년 - KBS 제3라디오 AM 방송이 개국하였다.
- 2011년 - SBS의 영화특급이 20년 만에 종영되었다.
- 2013년 - MBC TV가 24시간 종일방송 개시하였다.
- 2017년 - YTN 라이프와 CH.DIA 개국하였다.

## 탄생
- 1431년 - 제214대 로마의 교황 교황 알렉산데르 6세. (~1503년)
- 1449년 - 이탈리아의 정치인 로렌초 데 메디치. (~1492년)
- 1467년 - 폴란드의 왕 지그문트 1세. (~1548년)
- 1484년 - 스위스의 신학자 울리히 츠빙글리. (~1531년)
- 1735년 - 미국의 은세공가 폴 리비어. (~1818년)
- 1745년 - 미국의 군인, 정치인 앤서니 웨인. (~1796년)
- 1810년 - 미국의 정치인 워런 윈슬로. (~1862년)
- 1814년 - 중국의 개혁가, 태평천국의 천왕 홍수전. (~1864년)
- 1823년 - 헝가리의 시인, 활동가 페퇴피 샨도르. (~1849년)
- 1854년 - 스코틀랜드의 인류학자 제임스 조지 프레이저. (~1941년)
- 1863년 - 프랑스의 근대 올림픽 창시자 피에르 드 쿠베르탱. (~1937년)
- 1864년 - 중국의 화가 제백석. (~1957년)
- 1879년
  - 영국의 소설가 E. M. 포스터. (~1970년)
  - 헝가리계 미국인 영화 제작자 윌리엄 폭스. (~1952년)
- 1880년 - 일본의 군인 스기야마 겐. (~1945년)
- 1881년 - 태국의 왕 와치라웃. (~1925년)
- 1883년
  - 미국의 군인, 정치인 윌리엄 J. 도너번. (~1959년)
  - 일본의 정치인, 총리 대신 하토야마 이치로. (~1959년)
- 1884년 - 미국의 재즈 연주가 파파 셀레스틴. (~1954년)
- 1887년 - 독일의 해군 군인 빌헬름 카나리스. (~1945년)
- 1888년
  - 체코슬로바키아의 작가 에두아르트 바스. (~1946년)
  - 미국의 총기 개발자 존 개런드. (~1948년)
- 1889년 - 일본의 바둑 기사 세고에 겐사쿠. (~1972년)
- 1891년 - 미국의 배우 찰스 빅퍼드. (~1967년)
- 1892년 - 필리핀의 독립 운동가, 정치인, 대통령 마누엘 로하스. (~1974년)
- 1894년 - 인도의 물리학자, 수학자 사티엔드라 나트 보스. (~1974년)
- 1895년 - 미국의 공무원 J. 에드거 후버. (~1972년)
- 1900년
  - 일본의 군인, 외교관 스기하라 지우네. (~1986년)
  - 스페인계 미국인 싱어송라이터, 배우 사비에르 쿠가트. (~1990년)
  - 대한민국의 시인 이장희 (~1929년)
- 1904년 - 중국의 경극 배우 청옌치우. (~1958년)
- 1905년 - 폴란드의 수학자 스타니스와프 마주르. (~1981년)
- 1909년 - 미국의 배우 데이나 앤드루스. (~1992년)
- 1911년 - 미국의 야구 선수 행크 그린버그. (~1986년)
- 1912년 - 영국의 이중 간첩 킴 필비. (~1988년)
- 1919년
  - 미국의 소설가 제롬 데이비드 샐린저. (~2010년)
  - 미국의 배우 캐럴 랜디스. (~1948년)
- 1920년 - 소련인의 회사 사업가 미하엘 코간. (~1984년)
- 1921년
  - 대한민국의 군인, 정치인 백선엽. (~2020년)
  - 프랑스의 조각가 세자르 발다치니. (~1998년)
  - 이탈리아의 배우 레지나 비앙키. (~2013년)
- 1923년
  - 대한민국의 정치인 이상희. (~2002년)
  - 이탈리아의 배우 발렌티나 코르테세. (~2019년)
  - 미국의 재주 연주자, 작곡가 밀트 잭슨. (~1999년)
- 1924년
  - 미국의 기업인 찰리 멍거. (~2023년)
  - 적도 기니의 정치인, 초대 대통령 프란시스코 마시아스 응게마. (~1979년)
- 1926년 - 대한민국의 정치인 서인석. (~2017년)
- 1927년 - 미국의 경제학자, 노벨상 수상자 버넌 스미스.
- 1928년 - 독일계 미국인 역사가 게하드 와인버그.
- 1930년
  - 대한민국의 축구 선수 박종환.
  - 대한민국의 교수, 사회운동가, 언론인 리영희. (~2010년)
  - 일본의 정치인 호리우치 미쓰오. (~2016년)
  - 중화민국의 배우 랑슝. (~2002년)
  - 시리아의 시인, 수필가 아도니스.
  - 수단의 정치인, 4대 대통령 가파르 니메이리. (~2009년)
  - 미국의 영화감독 프레더릭 와이즈먼.
- 1931년 - 대한민국의 정치인 주양자.
- 1933년 - 영국의 극작가 조 오튼. (~1967년)
- 1934년 - 대한민국의 기업인 정몽필. (~1982년)
- 1935년 - 대한민국의 과학자 이휘소. (~1977년)
- 1936년
  - 대한민국의 축구 선수 박세학. (~2021년)
  - 미국의 코스트코 창립자 짐 시네갈.
- 1937년
  - 대한민국의 의학자 주양자. (~2025년)
  - 대한민국의 전 신문기자 박영신.
- 1938년 - 대한민국의 기업 겸 정치가 정선호.
- 1940년 - 대한민국의 방송인 황인용.
- 1941년 - 영국의 생물학자 마틴 에번스.
- 1942년 - 코트디부아르의 경제학자, 정치인, 대통령 알라산 우아타라.
- 1944년
  - 수단의 군인, 정치인, 7대 대통령 오마르 알바시르.
  - 파키스탄의 정치인, 13대 총리 자파룰라 칸 자말리. (~2020년)
- 1945년
  - 대한민국의 성우 최원형.
  - 대한민국의 성우 장유진.
- 1946년
  - 미국의 배우 릭 허스트. (~2025년)
  - 브라질의 축구 선수, 감독 호베르투 히벨리누.
- 1948년
  - 러시아 연방 초대 국방장관 파벨 그라체프. (~2012년)
  - 터키의 경제학자, 정치인, 부총리 데블레트 바흐첼리.
  - 아르헨티나의 기업인 호르헤 아모르 아메알.
- 1950년
  - 대한민국의 가수 겸 기업인 허경영.
  - 일본의 역사학자, 교수 미타니 히로시.
- 1952년
  - 대한민국의 배우 안성기.
  - 대한민국의 법조인 송진현. (~2025년)
- 1953년
  - 미국의 정치인, 뉴멕시코주지사 게리 존슨.
  - 미국의 배우 일레인 카오.
- 1954년
  - 대한민국의 교육인 이건.
  - 미국의 정치인 밥 메넨데스.
  - 대한민국의 MC, 아나운서 왕종근.
- 1955년 - 대한민국의 정치가 겸 시사평론가 남충희.
- 1956년
  - 프랑스의 법률가, 정치인, IMF 총재 크리스틴 라가르드.
  - 일본의 배우 야쿠쇼 코지.
- 1957년
  - 대한민국의 방송인 한종희.
  - 일본의 기타리스트 노로 잇세이.
- 1958년
  - 대한민국의 정치인 장경식.
  - 대한민국의 가수, 작사가, 작곡가 여진.
- 1960년
  - 대한민국의 작곡가, 피아니스트 양방언.
  - 미국의 기업인 마이클 린턴.
- 1961년
  - 대한민국의 군인 원인철.
  - 대한민국의 의학자 김동욱.
- 1962년 - 대한민국의 배우 전일범.
- 1965년 - 일본의 애니메이션 감독 마스나리 코지.
- 1966년
  - 독일의 작가, 수필가 히토 슈타이얼.
  - 세르비아의 정치인, 95대 총리 이비차 다치치.
  - 크로아티아의 기업가, 정치인, 11대 총리 티호미르 오레슈코비치.
  - 대한민국의 배우 이원종.
- 1968년
  - 크로아티아의 전 축구 선수 다보르 슈케르.
  - 대한민국의 희극인 김현기.
  - 대한민국의 가수 김기태.
- 1969년
  - 대한민국의 배우 지대한.
  - 대한민국의 패션 기업인, 작가, 번역가 김정아.
- 1970년
  - 대한민국의 미스코리아, 전 아나운서 장은영.
  - 북한의 가수 리경숙.
- 1971년
  - 대한민국의 영화감독 송일곤.
  - 대한민국의 아나운서 김찬호.
  - 대한민국의 배우 출신 대학교수 오솔미.
- 1972년
  - 프랑스의 전 축구 선수 릴리앙 튀람.
  - 대한민국의 씨름 선수 박광덕.
  - 이란의 영화 감독 아시가르 파르하디.
  - 대한민국의 제7대 서울특별시의원 이수정.
- 1973년
  - 대한민국의 배우, 전 야구 선수 김현수.
  - 튀르키예의 사격 선수 유수프 디케치.
- 1974년 - 일본의 디자이너, 작가 미야자키 히데타카.
- 1975년
  - 대한민국의 펜싱 선수 김희정.
  - 우크라이나의 정치인 안드리 시비하.
  - 아랍에미리트의 기업인 칼둔 알 무바라크.
  - 일본의 만화가 오다 에이치로.
  - 대한민국의 성우 김상현.
- 1976년
  - 대한민국의 배우 고주희.
  - 대한민국의 가수, 웨이크보드 선수 김용일.
  - 대한민국의 축구 선수 김대환.
- 1977년
  - 대한민국의 배우 박탐희.
  - 조선민주주의인민공화국의 사격 선수 김정수.
- 1978년 - 인도의 배우 비디아 발란.
- 1979년
  - 대한민국의 레슬링 선수 이나래.
  - 일본의 가수, 배우 도모토 코이치.
  - 인도의 배우 비디아 발란.
- 1980년
  - 대한민국의 가수 김다현.
  - 대한민국의 야구 선수 정재훈.
  - 대한민국의 축구 선수 이광재.
  - 대한민국의 정치인 김상욱.
- 1981년
  - 대한민국의 배우 이은미.
  - 대한민국의 가수 정구영.
  - 미국의 프로그래머 노아 글래스.
- 1982년
  - 대한민국의 래퍼 더블 케이.
  - 대한민국의 희극인 하박.
  - 아르헨티나의 테니스 선수 다비드 날반디안.
  - 우루과이의 축구 선수 에히디오 아레발로.
- 1983년
  - 대한민국의 양궁 선수 박성현.
  - 스페인의 축구 선수 다니엘 하르케. (~2009년)
  - 자메이카의 육상 선수 밀레인 워커.
  - 일본의 전 축구 선수 스기야마 다쿠야.
- 1984년
  - 대한민국의 축구 선수 김형범.
  - 일본의 게임음악 작곡가 후나키 토모스케.
- 1985년
  - 대한민국의 배우 한수진.
  - 대한민국의 축구 선수 김상덕.
  - 북아일랜드의 축구 선수 스티븐 데이비스.
  - 브라질의 농구 선수 티아고 스플리터.
  - 일본의 축구 선수 다카하시 겐지.
- 1986년
  - 대한민국의 가수 성민 (슈퍼주니어).
  - 대한민국의 래퍼 지조.
- 1987년
  - 대한민국의 희극인 임종혁.
  - 대한민국의 배우 최상.
  - 대한민국의 배우 한소영.
  - 대한민국의 배우 김무영.
  - 대한민국의 가수 김준수.
  - 대한민국의 야구 선수 박헌도.
  - 대한민국의 배우 최정.
- 1988년
  - 대한민국의 배우 박두식.
  - 대한민국의 축구 선수 김성규.
- 1989년
  - 대한민국의 배우 배그린.
  - 대한민국의 래퍼 블랙넛.
  - 대한민국의 범죄자 고종석.
  - 대한민국의 뮤지컬 배우 서경수.
  - 대한민국의 축구 선수 김도연.
  - 대한민국의 배우 박수인.
  - 대한민국의 전직 스타크래프트 프로게이머 주현준.
- 1990년
  - 대한민국의 희극인 신규진.
  - 대한민국의 희극인 안소미.
  - 대한민국의 레이싱 모델 은하영.
  - 영국의 영화 프로듀서 톰 애컬리.
- 1991년 - 대한민국의 레이싱 모델, 영화배우 이아민.
- 1992년
  - 대한민국의 배우 이상운.
  - 대한민국의 바둑 기사 이주형.
  - 대한민국의 레이싱 모델, 유튜버 이해른. (~2024년)
  - 잉글랜드의 축구 선수 잭 윌셔.
- 1993년
  - 대한민국의 유튜버, 방송인, 교수 이녕.
  - 대한민국의 전 가수, 배우 정미미.
  - 대한민국의 래퍼 DPR 라이브.
  - 대한민국의 축구 선수 장현수.
  - 대한민국의 배우 김예은.
  - 캐나다의 가수, 배우 아린 도일.
  - 네덜란드의 육상 선수 시판 하산.
- 1994년 - 대한민국의 뮤지컬 배우 황휘.
- 1995년
  - 대한민국의 전직 스타크래프트 프로게이머 윤영서.
  - 대한민국의 요리사 나폴리 맛피아.
  - 미국의 가수, 배우, 작곡가, 작사가, 유튜버 파피.
  - 이란의 축구 선수 사르다르 아즈문.
  - 스위스의 축구 선수 플로리야나 이스마일리.
- 1996년
  - 중국의 가수 쿤 (NCT).
  - 일본의 배우 미즈이시 아토무.
- 1997년 - 대한민국의 사격 선수 김청용.
- 1998년
  - 대한민국의 축구 선수 이상민.
  - 오스트레일리아의 배우 라라 로빈슨.
  - 잠비아의 전 축구 선수 에녹 음웨푸.
- 1999년
  - 대한민국의 배우 원유진.
  - 이탈리아의 축구 선수 잔루카 스카마카.
- 2000년
  - 대한민국의 아나운서 이예원.
  - 대한민국의 가수 김경민.
  - 대한민국의 래퍼, 음악 프로듀서 최래성.
  - 대한민국의 뮤지컬 배우 전호준.
  - 미국의 래퍼 아이스 스파이스.
  - 오스트레일리아의 피겨스케이팅 선수 예카테리나 알렉산드롭스카야. (~2020년)
- 2001년
  - 대한민국의 가수 윈터 (aespa, GOT the Beat).
  - 대한민국의 배구 선수 정지윤.
  - 오스트레일리아의 배우 앵거리 라이스,
- 2002년 - 대한민국의 야구 선수 김휘집.
- 2005년 - 대한민국의 축구 선수 김현오.

### 미상
- 일본의 애니메이터 이치이시 사유리.
- 대한민국의 가수 니쥬.

## 사망
- 898년 - 서프랑크의 왕 외드. (850년~)
- 1204년 - 노르웨이의 왕 호콘 3세. (1180년~)
- 1387년 - 나바라의 왕 카를로스 2세. (1332년~)
- 1496년 - 앙굴렘의 백작 샤를 도를레앙. (1459년~)
- 1515년 - 프랑스의 왕 루이 12세. (1462년~)
- 1559년 - 덴마크의 왕 크리스티안 3세. (1503년~)
- 1560년 - 프랑스의 시인 조아섕 뒤 벨레. (1522년~)
- 1748년 - 스위스의 수학자 요한 베르누이. (1667년~)
- 1782년 - 독일의 작곡가 요한 크리스티안 바흐. (1735년~)
- 1817년 - 독일의 화학자 마르틴 하인리히 클라프로트. (1743년~)
- 1862년 - 우크라이나의 물리학자, 수학자 미하일 오스트로그라드스키. (1801년~)
- 1880년 - 영국의 소설가 조지 엘리엇. (1819년~)
- 1881년 - 프랑스의 사회주의자 루이 오귀스트 블랑키. (1805년~)
- 1894년 - 독일의 물리학자 하인리히 루돌프 헤르츠. (1857년~)
- 1907년 - 조선의 학자, 의병장, 정치인 최익현. (1883년~)
- 1936년 - 미국의 정치인 로저 앨런. (1848년~)
- 1944년 - 잉글랜드의 건축가 에드윈 루티언스. (1869년~)
- 1953년 - 미국의 싱어송라이터, 기타 연주자 행크 윌리엄스. (1923년~)
- 1960년 - 미국의 배우 머거릿 설래번. (1888년~)
- 1966년 - 프랑스의 정치인, 16대 대통령 뱅상 오리올. (1884년~)
- 1969년 - 일제 강점기와 대한민국의 군인 김준원. (1888년~)
- 1972년 - 프랑스의 배우 모리스 슈발리에. (1888년~)
- 1973년 - 체코슬로바키아의 작가 프란티셰크 베호우네크. (1898년~)
- 1981년 - 일제 강점기의 독립운동가 연미당. (1908년~)
- 1984년 - 영국의 싱어송라이터, 기타 연주자 알렉시스 코너. (1928년~)
- 1992년 - 미국의 군인, 컴퓨터 과학자 그레이스 호퍼. (1906년~)
- 1994년 - 미국의 배우 시저 로메로. (1907년~)
- 1995년 - 헝가리계 미국인 물리학자, 수학자, 노벨상 수상자 유진 위그너. (1902년~)
- 1996년
  - 미국의 해군 군인 알레이 버크. (1901년~)
  - 독일의 공학자 아르투어 루돌프. (1906년~)
  - 대한민국의 가수 서지원. (1976년~)
- 2005년 - 미국의 교육가, 정치인 셜리 치점. (1924년~)
- 2006년 - 대한민국의 공학자 양지원. (1949년~)
- 2013년 - 미국의 가수, 배우 패티 페이지. (1927년~)
- 2015년
  - 독일의 사회학자 울리히 베크. (1944년~)
  - 미국의 정치인, 52대 뉴욕주지사 마리오 쿠오모. (1932년~)
  - 레바논의 정치인, 58대 총리 오마르 카라미. (1934년~)
- 2021년 - 아일랜드의 가수 리엄 라일리. (1955년~)
- 2022년
  - 대한민국의 종교학자 지명관. (1924년~)
  - 미국의 영화배우 맥스 줄리엔. (1933년~)
- 2023년 - 미국의 여성래퍼 갱스타 부. (1979년~)
- 2024년
  - 대한민국의 수석부위원장 김동관. (1967년~)
  - 스위스의 컴퓨터과학자 니클라우스 비르트. (1934년~)
  - 대만의 야구 선수 장즈자. (1980년~)
  - 대한민국의 교육자 정홍섭. (1947년~)
- 2025년
  - 대한민국의 축구선수 노행석. (1988년~)
  - 영국의 소설가 데이비드 로지. (1935년~)
  - 영국의 중국학자 마이클 뢰베. (1922년~)

## 기념일
- 새해 첫날
- 지구 가족의 날
- 퍼블릭 도메인 데이(Public Domain Day)
- 콴자 마지막 날: 미국
- 제헌절: 이탈리아
- 천주의 성모 마리아 대축일: 로마 가톨릭교회
- 개국기념일: 중화민국
- 식목일(National Tree Planting Day): 탄자니아
- 쇼가쓰: 일본

## 같이 보기
- 전날: 12월 31일 다음날: 1월 2일 - 전달: 12월 1일 다음달: 2월 1일
- 음력: 1월 1일